# Antoniuskapelle (Höchstadt an der Aisch)
Antoniuskapelle ist ein Gemeindeteil der Stadt Höchstadt an der Aisch im Landkreis Erlangen-Höchstadt (Mittelfranken, Bayern). Antoniuskapelle liegt in der Gemarkung Sterpersdorf.

## Geografie
Die Einöde befindet sich auf dem Lauberberg (308 m ü. NHN) umgeben von Acker- und Grünland und kleineren Waldgebieten. Im Nordosten wird das Waldgebiet Gründl genannt. Zwei Anliegerwege führen nordwestlich zu einer Gemeindeverbindungsstraße zwischen Weidendorf und Sterpersdorf.

## Geschichte
Die ursprüngliche Kapelle wurde 1489 erstmals urkundlich erwähnt. Fritz Brüler aus Winterbach hatte zu dieser Zeit jährlich zwei Metzen Getreidegült für die Kapelle zu entrichten. Bereits 1544 war die Kapelle beschädigt, wie aus einem Bericht des Dachsbacher Kastners Bartholomäus Korn hervorgeht, 1612 galt sie als „ganz öd und deswegen niemals besucht“. Erst 1678 konnte dort wieder Gottesdienst gehalten werden, nachdem die Kapelle wieder instand gesetzt wurde, was aufgrund eines Gelübdes geschah, das der kaiserliche Oberstwachtmeister Georg von Lauter 1674 im Feldlager von Straßburg abgelegt hatte. Pfarrer Johann Philipp Hellmuth und Michael Joseph Mühlich riefen etwas später eine Wallfahrt ins Leben, sicherlich motiviert durch die zu der Zeit bestehenden Rivalität zwischen dem katholischen Höchstadt und dem protestantischen Lonnerstadt. Finanziert durch eine Kollekte im Bistum Würzburg, wurde 1763 neben der Kapelle eine Wallfahrtskirche erbaut. 1806 wurde diese im Zuge der Säkularisation versteigert. Der neue Besitzer, ein Sterpersdorfer, ließ sie 1827 abreißen. Nur die Beichtkapelle blieb erhalten, die 1842 von einem Höchstadter Kaplan erworben und erneut zum Mittelpunkt der noch heute bestehenden Wallfahrt gemacht wurde.
Gegen Ende des 18. Jahrhunderts bestand der Ort aus der Antoniuskapelle und einem Hof. Das Hochgericht übte das bambergische Centamt Höchstadt aus. Der Hof war ein bäuerliches Freieigen.
Im Rahmen des Gemeindeedikts wurde Antoniuskapelle dem 1808 gebildeten Steuerdistrikt Sterpersdorf zugewiesen. Es gehörte auch zur 1818 gegründeten Ruralgemeinde Sterpersdorf.
Am 1. Mai 1978 wurde Antoniuskapelle im Zuge der Gebietsreform in die Stadt Höchstadt an der Aisch eingegliedert.

### Baudenkmäler
- Katholische Wallfahrtskapelle St. Antonius
- Bildstock

### Einwohnerentwicklung
| Jahr      | 001827 | 001861 | 001871 | 001885 | 001900 | 001925 | 001950 | 001961 | 001970 | 001987 |
| Einwohner |        | 6      | 5      | 6      | 4      | 5      | 5      | 5      | 6      | 7      |
| Häuser    |        |        |        | 1      | 1      | 1      | 1      | 1      |        | 1      |
| Quelle    | [ 9 ]  | [ 10 ] | [ 11 ] | [ 12 ] | [ 13 ] | [ 14 ] | [ 15 ] | [ 16 ] | [ 17 ] | [ 1 ]  |

## Religion
Der Ort ist römisch-katholisch geprägt und war ursprünglich nach St. Georg (Höchstadt an der Aisch) gepfarrt, seit Ende des 19. Jahrhunderts ist die Pfarrei St. Vitus (Sterpersdorf) zuständig. Die Einwohner evangelisch-lutherischer Konfession sind nach St. Oswald (Lonnerstadt) gepfarrt.